# Hypena kanshireiensis
Hypena kanshireiensis là một loài bướm đêm trong họ Erebidae.